# 셀렌 (배우)
셀렌(Selen, 1966년 12월 12일 ~ )은 이탈리아의 배우, 포르노 배우, TV 사회자이다.
로마에서 태어났다.

## 영화
- 스칼렛 디바 (2000년)
- 셀렌 - 사아라 (1998년)
- 셀바지아 (1997년)
- 니키타의 외설적 본능 (1997년)
- 셀렌 - 드라큐라 (1994년)